# Grandchamp, Ardennes
Grandchamp är en kommun i departementet Ardennes i regionen Grand Est (tidigare regionen Champagne-Ardenne) i nordöstra Frankrike. Kommunen ligger  i kantonen Novion-Porcien som ligger i arrondissementet Rethel. År 2022 hade Grandchamp 89 invånare.

## Befolkningsutveckling
Antalet invånare i kommunen Grandchamp
Referens: INSEE